# Эксеулидзе, Анзор Шалвович
Анзор Шалвович Эксеулидзе (род. 16 июля 1939) — советский гандболист, линейный.

## Биография
Анзор Эксеулидзе родился 16 июля 1939 года.
Играл в гандбол на позиции линейного. Выступал за тбилисский «Буревестник», в составе которого в 1962 году завоевал золотую медаль первого чемпионата СССР по гандболу 7х7. В 1963 году стал бронзовым призёром, в 1964 году завоевал ещё один чемпионский титул.
Выступал за сборную СССР, в составе которой участвовал в чемпионате мира 1967 года в Швеции, где советские гандболисты заняли 4-е место.
Мастер спорта СССР.